# 田雄 (元朝)
田雄（1189年—1246年），字毅英，金朝末年北京（今内蒙古宁城县西）人，蒙古帝国将领。
田雄以骁勇善骑射知名。金末署军都统，1211年，在北京率众降附成吉思汗铁木真。隶属于木华黎麾下，跟随攻打兴中府、广宁府，平定锦州张鲸兄弟之乱，攻克柏乡、邢州、相州、鄜州、坊州等州。屡立战功，授为河中帅。1221年，授隰、吉二州长官。1222年，隰州为金朝收复，免职。窝阔台时，从攻西和州。1230年，赐金符，授行军千户。1231年，从破凤翔府、兴元府，参预三峰山之战。后攻破桢州雷家堡，奉命招纳河南降附。1233年，召为御前先锋，授镇抚陕西总管京兆等路事。担任京兆府路都总管。当时关中兵兴，郡县萧然。田雄披荆棘，立官府，招徕未降之人，教其力田，京兆得治。1238年，率部攻南宋成都，又攻夔州、万州诸州。贵由时，入觐和林。病逝，年五十八岁。后追封西秦王。八子，田大明袭职，为知京兆等路都总管府事。